# Rusalka
Rusalka (no Brasil, Sereia) é um filme de comédia dramática e fantasia russo de 2007 dirigido e coescrito por Anna Melikyan. 
Foi selecionado como representante da Rússia à edição do Oscar 2008, organizada pela Academia de Artes e Ciências Cinematográficas.

## Elenco
- Mariya Shalayeva - Alice Titova
- Yevgeny Tsyganov - Aleksandr 'Sasha' Viktorovich
- Mariya Sokova - mãe de Alice
- Anastasiya Dontsova - jovem Alice
- Irina Skrinichenko - Rita